# Графиня де Шарни (роман)
«Графиня де Шарни́» (фр. La Comtesse de Charny) — историко-приключенческий роман французского писателя Александра Дюма, написанный в 1852-1856 годах. Является частью цикла «Записки врача» и продолжением романов «Жозеф Бальзамо», «Ожерелье королевы» и «Анж Питу».
Как пояснил Александр Дюма в своем предисловии к «Графине де Шарни», первоначально цикл должен был включать в себя шесть томов, но по просьбе Эмиля де Жирардена он был сокращен до объёма в четыре тома. Роман "Анж Питу" стал незавершенным, что объясняет его странный конец.
Роман завершает историю Андре де Шарни, урождённой де Таверне, доктора Жильбера, их незаконнорождённого сына Себастьена и крестьянина Анжа Питу. Среди персонажей много исторических лиц — Мария-Антуанетта, Людовик XVI, Мирабо, Лафайет, Барнав, граф Калиостро.

## Главные герои
- Графиня Андре де Шарни[3] — дочь барона, сестра Филиппа де Таверне[4] и жена графа де Шарни. Также графиня де Шарни является фрейлиной Марии-Антуанетты Австрийской.
- Жозеф Бальзамо — появляется в романе под псевдонимом Барон Дзанноне и является генуэзским банкиром.
- Людовик XVI и члены королевской семьи.
- Оливье Шарни[5] — влюблённый в Марию-Антуанетту благородный кавалер. Женился на Андре четыре года назад, чтобы спасти честь королевы, но чувствует все большее и большее притяжение к своей жене.
- Доктор Жильбер — персонаж впервые предстает перед читателем в первом романе, в котором является главным героем, также появляется в романе «Анж Питу», где является защитником главного героя. Ученик мага и масона  Жозефа Бальзамо, который спас его от смерти и научил его многому из того, что умел сам. В этом романе он врач дома Людовика XVI.
- Себастьен Жильбер — сын доктора Жильбера и Андре де Шарни, друг Питу.
- Катрин Бийо — дочь папаши Бийо, была влюблена в виконта Изидора де Шарни.
- Папаша Бийо — фермер, принявший идеи революции. Отец Катрин Бийо.
- Анж Питу — друг папаши Бийо, который разделил его революционные приключения в Париже. Был командиром Национальной гвардии Арамон. Питу тайно любит красавицу Катрин Бийо. Как и папаша Бийо, Питу стал свидетелем различных событий, которые потрясли революционный Париж.

### Вторичные персонажи
- Аббат Фортье — появляется в романе «Анж Питу», монархист в душе. Отвечает за образование Себастьена Жильбера.
- Виконт Изидор — брат де Шарни.

## Время повествования
Действие романа происходит во время Великой французской революции, в период с 6 октября 1789 года по 15 февраля 1794 года.

## Издания в СССР и России
Роман в рамках тетралогии издавался в СССР в 1989 и 1990 гг. - на излёте Перестройки (ранее "не рекомендовался к изданию" как и все романы данного цикла по идеологическим мотивам - из-за "неправильного" освещения предреволюционных и революционных событий во Франции во второй половине восемнадцатого века, движущей силой революции в романе показаны не "революционные массы", а заговорщики и граф Калиостро). Впоследствии неоднократно переиздавался.

## Экранизации
В 1989 году во Франции по мотивам романа был снят сериал «Графиня де Шарни»; режиссёр — Марион Сарро. Роль Андре сыграла Анн Жакмен, Жильбера — Ален Пайен, Филиппа де Мезон-Ружа — Патрис Александр.